# Paolo Savi
Paolo Savi (Pisa, 11 luglio 1798 – Pisa, 5 aprile 1871) è stato un geologo e ornitologo italiano.

## Biografia
Nacque a Pisa da Gaetano Savi. Frequentò l'istituto arcivescovile Santa Caterina e divenne professore di botanica all'Università di Pisa. Da giovane Savi fu assistente di zoologia all'Università nel 1820, fu poi professore nella stessa materia del 1823.
Dedicò grande attenzione al museo dell'università e curò una delle migliori esposizioni di storia naturale. Studiò la geologia dei Monti Pisani e delle Alpi Apuane, spiegando l'origine geologica del marmo di Carrara.
Si occupò inoltre di ornitologia: nel 1827 pubblicò Ornitologia Toscana e nel 1873 Ornitologia Italiana. Descrisse per primo la Locustella luscinioides, che in Inglese viene tuttora chiamata Savi's Warbler.
Nel 1847 fu nominato socio dell'Accademia nazionale delle scienze detta degli XL. Il 30 novembre 1862 fu nominato Senatore del Regno d'Italia.

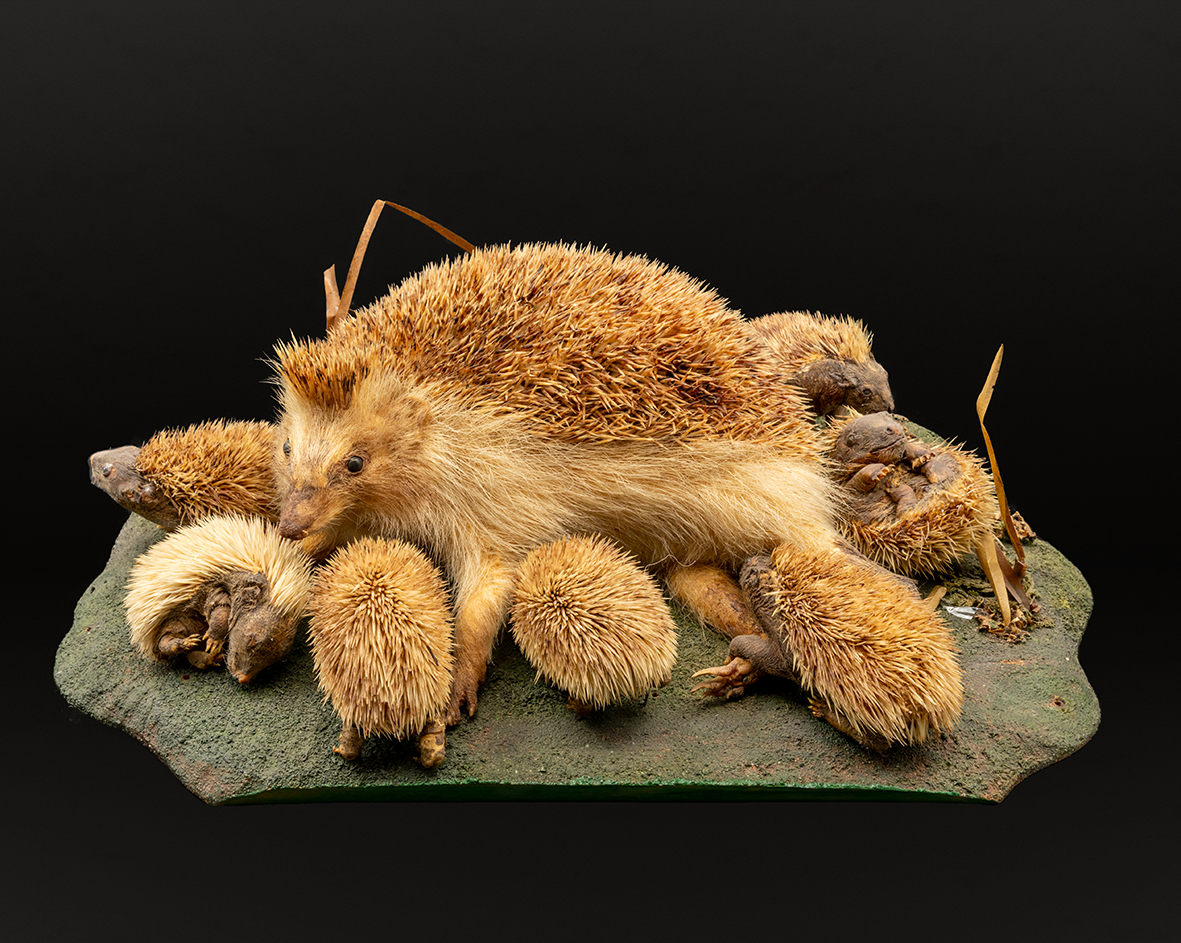
European hedgehog, Erinaceus europaeus Linnaeus, 1758, Natural History Museum University of Pisa. Biological group made by Paolo Savi

## Opere maggiori
- Osservazioni sopra la Blarta acervorum di panzee. Gryllus Myrmocophilus nob. Memoria (inedita) del dott. Paolo Savi, con tavola in rame, Biblioteca Italiana ossia Giornale di letteratura scienze ed arti (1819 ago), Volume 15, Fascicolo
- Sulla Salvinia natans. Memoria inedita del dottor Paolo Savi, aiuto del professore di botanica dell'università di Pisa, con tavola in rame,  Biblioteca Italiana ossia Giornale di letteratura scienze ed arti (1820 dic, Volume 20, Fascicolo)
- Ornitologia Toscana, ossia descrizione e storia degli uccelli che trovansi nella Toscana con l'aggiunta delle descrizioni di tutti gli altri propri al rimanente d'Italia, 3 volumi (Pisa 1827-1831). L'opera, di notevole importanza per la storia dell'ornitologia italiana, contiene 31 figure incise in rame. Venne ristampata postuma nel 1873 a Firenze (sempre in 3 voll.), con il titolo "Ornitologia italiana", a cura del figlio Adolfo.
- Sul Mischio di Serravezza (Nuovo Giornale d. Lett., XX, Pisa 1830);
- Catalogo ragionato di una collezione geognostica contenente le rocce più caratteristiche della formazione del Macigno della Toscana, quelle di trabocco, cioè Dolomitiche, Porfiriche e Granitiche le quali hanno disordinato le stratificazioni delle prime e quelle alterate dal contatto delle straboccate (ibid., 1830);
- Carta geologica dei Monti Pisani levata dal vero (Pisa 1832);
- Tagli geologici delle Alpi Apuane e del Monte pisano e cenno sull'isola d'Elba (Nuovo Giornale d. Lett., XXVI, 1833);
- Sulla miniera di ferro dell'Isola d'Elba (ibid., XXXI, 1835);
- Sui terreni stratificati dipendenti o annessi alle masse serpentinose della Toscana (ibid., XXXIV e XXXV, 1837);
- Sui vari sollevamenti e abbassamenti che hanno dato alla Toscana l'attuale configurazione (ibid., XXXV, 1837);
- Del carbon fossile in Italia. Estratto dalla Memoria sulla Scorza del Globo Terrestre, del prof. P. Savi Annali universali di statistica economia pubblica, storia, viaggi e commercio (1838 apr, Serie 1, Volume 56, Fascicolo 166)
- Delle rocce ofiolitiche della Toscana e delle masse metalliche in esse contenute (ibid., 1839);
- Sopra i carboni fossili dei terreni miocenici della Maremma Toscana (Pisa 1843);
- Considerazioni geologiche sull'Appennino Pistoiese (Firenze 1845);
- Sulla catena metallifera delle Alpi Apuane e sulla costituzione geologica dei Monti Pisani (Pisa 1846);
- Considerazioni sulla geologia della Toscana, in collaborazione con G. Meneghini (Firenze 1851);
- Saggio sulla costituzione geologica della Provincia di Pisa (Statist. della provincia di Pisa, Pisa 1863);
- Sopra una caverna ossifera stata scoperta in Italia, (Pisa 1835).